# Polypremum procumbens
Polypremum es un género monotípico de plantas  perteneciente a la familia Tetrachondraceae. Su única especie:  Polypremum procumbens, se encuentra en América.

## Descripción
Son hierbas perennes con ramas procumbentes o ascendentes; hermafroditas. Las hojas son opuestas, de 0.5–2.5 cm de largo y 0.5–2 mm de ancho, escabrosas y sésiles. Las flores son solitarias en las bifurcaciones de las ramas u ocasionalmente varias agrupadas en los extremos de las mismas; los lobos del cáliz lanceolados, de 2–3 mm de largo, los márgenes hialinos, persistentes; la corola hipocrateriforme, blanca, vellosa en la garganta; estambres 4, incluidos, ovario semiínfero. El fruto es una cápsula ovoide a obovoide, con dehiscencia loculicida; con semillas numerosas, irregularmente poligonales, de 0.2 mm de diámetro.

## Distribución y hábitat
Es una especie poco común (o quizás frecuentemente inadvertida) que se encuentra en sitios abiertos y ruderales en la Costa Atlántica; cerca del nivel del mar, desde el sur de los Estados Unidos a Paraguay y también en las Antillas. Género monotípico. 

## Taxonomía
Polypremum procumbens fue descrita por Linneo y publicado en Species Plantarum 1: 111, en el año 1753.
Sinonimia
- Hasslerella rojasii Chodat
- Polypremum laxum Raf.
- Polypremum linnaei Michx.
- Polypremum schlechtendahlii Walp.
- Polypremum squarrosum Raf.
- Veronica marilandica L.[2]